# Franciaország pozsonyi nagykövetsége
Franciaország pozsonyi nagykövetsége (franciául: Ambassade de France à Bratislava, szlovákul: Francúzske veľvyslanectvo v Bratislave) 1993-ban nyílt diplomáciai misszió Szlovákia fővárosában, Pozsonyban. Az intézmény az 1762-ben épült Kutscherfeld-palotában található a Hlavné námestie 7. szám alatt.

## Története
Az első világháború lezárását követően Franciaország esélyt látott arra, hogy gazdasági, kulturális és diplomáciai érdekeit erőteljesebben érvényesítse a régióban, ezért az 1920-as évek elején konzulátust nyitott az újonnan alakult Csehszlovákiában, Pozsonyban (követsége már 1919-ben megnyílt Prágában). 1939-ben, a Jozef Tiso-féle első Szlovák Köztársaságot a franciák elismerték, így a konzulátus átmenetileg tovább működött.
Franciaország 1991-ben nyitotta meg kulturális intézményét, a Francia Intézetet (Institut français de Slovaquie) a pozsonyi Kutscherfeld-palotában. 1993-ban megállapodtak nagykövetségek kölcsönös nyitásáról, és még abban az évben erre sor került: a Francia Intézet kiköltözött, s a francia nagykövetség foglalta el a helyét.

## Feladata
A nagykövetségek szokásos feladatkörén túl - ami a küldő állam politikai képviseletét jelenti a fogadó országban - a sajátos francia választási rendszerben az intézménynek van egy különleges funkciója is. Franciaországban az anyaországon kívül letelepedett franciáknak is van választott szenátoruk, aki a felsőházban képviseli az érdekeiket. A szenátort nem közvetlenül választják, hanem egy ún. Konzuli Tanács (Conseil consulaire) választja a tagjai közül. A konzuli tanács tagjait választják a külföldön letelepedett francia állampolgárok, illetve ennek a tanácsnak tagjai lehetnek vezető diplomaták is. A választások lebonyolítása érdekében választókörzeteket alakítottak ki Franciaországon kívül is. Szlovákia 2014-től az ún. "Németország-Ausztria-Szlovákia-Szlovénia-Svájc" választási körzethez tartozik. A nagykövetség is ennek a választókörzetnek az egyik intézménye.

## Nagykövetek
- 2016- Christophe Léonzi
- 2013-2016 Didier Lopinot
- 2010-2013 Jean-Marie Bruno
- 2007-2010 Henry Cuny
- 2003-2007 Jacques Faure
- 1999-2003 Georges Vaugier
- 1996-1999 Albert Turot
- 1993-1996 Michel Perrin